# Heteroconger enigmaticus
Heteroconger enigmaticus är en fiskart som beskrevs av Castle och Randall, 1999. Heteroconger enigmaticus ingår i släktet Heteroconger och familjen havsålar. Inga underarter finns listade i Catalogue of Life.